# ويليام بيتر
ويليام بيتر (بالإنجليزية: William Angus)‏ (28 فبراير 1888 في المملكة المتحدة - 14 يونيو 1959 في المملكة المتحدة) هو لاعب كرة قدم بريطاني (وحمل سابقاً جنسية المملكة المتحدة لبريطانيا العظمى وأيرلندا) في مركز نصف الجناح. لعب مع نادي سلتيك.